# Synagoga chasydów z Bracławia w Częstochowie
Synagoga chasydów z Bracławia w Częstochowie – synagoga znajdująca się w Częstochowie przy alei Najświętszej Marii Panny 6.
Synagoga została założona pod koniec XIX lub na początku XX wieku przez chasydów z Bracławia, zwolenników cadyka Nachmana z Bracławia. Mieściła się ona w prywatnym mieszkaniu Chaima Wekslera. Podczas II wojny światowej hitlerowcy zdewastowali synagogę. 